# Pantaleón Pérez de Nenín (obraz Goi)
Pantaleón Pérez de Nenín (hiszp. Don Pantaleón Pérez de Nenín) – obraz olejny hiszpańskiego malarza Francisca Goi (1746–1828), znajduje się w kolekcji hiszpańskiego banku BBVA. 

## Okoliczności powstania
Pantaleón Pérez de Nenín urodził się w Bilbao w 1779, data jego śmierci jest nieznana. Pochodził z zamożnej rodziny kupieckiej zamieszkałej w Villa de Nervión. Już w wieku 16 lat został porucznikiem, mimo że nie uczęszczał do akademii wojskowej. Było to możliwe dlatego, że jego rodzina wsparła finansowo utworzenie Pułku Huzarów Marii Ludwiki. Po udziale w kampanii przeciwko Portugalii w 1801 zwanej „wojną pomarańczy” pełnił funkcję starszego adiutanta (ayudante mayor), a w 1805 adiutanta kapitana (ayudante capitán). W lipcu 1807 jego pułk stacjonował w Madrycie, możliwe, że wtedy zamówił u Goi swój portret. W tym czasie również wnioskował o przejście w stan spoczynku, przyznane mu 21 lutego 1808. Portret prawdopodobnie powstał przed tą datą, gdyż Pérez de Nenín ma na sobie mundur swojego pułku, inny niż ten noszony w spoczynku. Goya, ze względu na polityczną sytuację Hiszpanii okupowanej przez wojska Napoleona, namalował serię portretów wojskowych i francuskich sprzymierzeńców (tzw. afrancesados). 
José Corredor Matheos zauważa, że tak żywa kolorystyka jest charakterystyczna dla nieco późniejszych portretów Goi z drugiej dekady XIX wieku. Należą do nich m.in. Portret księcia Wellingtona (1812–1814), podobizny Ferdynanda VII w czerwonym płaszczu królewskim oraz portret brata Miguela Fernándeza Floresa (1815) w jasnoniebieskim stroju. Sugeruje, że obraz powstał w latach 1814–1815, a data 1808 na szabli odnosi się do wojskowego awansu modela.

## Opis obrazu
Goya przedstawił żołnierza en pied, ubranego w efektowny mundur kapitana adiutanta Pułku Huzarów Królowej Marii Ludwiki. Ma jasne włosy, nosi wąsy i bokobrody. Ma na sobie czerwoną kurtkę z niebieskimi wyłogami, srebrnymi galonami i białymi, wypukłymi guzikami. Na ramieniu zawieszony ma bladoniebieski dolman wykończony futrem, co sugeruje, że jest to zimowy mundur. Spodnie są w tym samym odcieniu niebieskiego. Nosi wysokie, czarne buty z ostrogami, a na głowie czarne czako ozdobione czerwonymi piórami. Lewą rękę opiera na zakrzywionej złoconej szabli mierzącej 109,5 cm, co wskazuje na bardzo wysoki jak na epokę wzrost modela, ponad 1,80 m. Druga ręka oparta jest na trzcince oficerskiej, z charakterystyczną gałką z kości słoniowej. Kolorowy i pełen ozdób mundur kontrastuje z czarnym, płaskim tłem. Na pochwie szabli widnieje inskrypcja: D.n Pantaleon Perez de Nenin / Por Goya 1808.
Podobnie jak większość portretów Goi obraz powstał na ciemnym tle, jednak w tym przypadku można na nim wyróżnić sylwetkę czarnego, wojskowego konia. Żołnierz sprawia wrażenie, że właśnie zsiadł ze swojego wierzchowca, aby zostać sportretowanym. Jego wygląd jest przez to mniej hieratyczny, daleki od formalizmu innych portretów wojskowych epoki. Postawnemu żołnierzowi brak wigoru, nie wyróżnia się też wojskową osobowością: jego postać nie wyraża władzy, autorytetu czy odwagi. Goya namalował jego twarz z pogodnym i nieco melancholijnym wyrazem, jakby nieprzekonanym o własnych umiejętnościach wojskowych. Możliwe, że w ten sposób chciał wyrazić swoją opinię o niezahartowanym w boju, lecz bardziej „dworskim” żołnierzu.
Goya nie stosuje lekkich i szybkich pociągnięć pędzla typowych dla prywatnych dzieł powstałych w okresie wojny takich jak Kuźnia czy Martwa natura z indykiem i sardynkami. Skupia się na oddaniu licznych detali stroju, takich jak srebrne lamówki czy ostrogi.
Niektórzy historycy wskazują na podobieństwo z angielskim portretem pt. Ludwik Filip, książę Orleanu Joshuy Reynoldsa. Goya mógł znać tę podobiznę księcia w mundurze huzara z rycin Johna Raphaela Smitha. Juan J. Luna odrzuca związek z tym konkretnym obrazem o dynamicznej kompozycji, w przeciwieństwie do statycznego portretu Goi, jednocześnie dopuszcza ogólną inspirację portretem angielskim. Podobnego zdania jest José Corredor Matheos, który wskazuje, że Goya wyraźnie inspirował się portretem księcia Orleanu malując inny obraz – Francisca de Borja Téllez Girón, księcia Osuny (1816).

## Proweniencja
W 1900 należał do kolekcji Pedra Labata y Arrizabalagi w Madrycie, następnie stał się własnością Banco Argentaria, który od 1999 jest częścią BBVA.